# Sant Romà de Banat
Sant Romà de Banat és una església romànica del poble de Banat, a Alàs i Cerc (Alt Urgell) inclosa a l'Inventari del Patrimoni Arquitectònic de Catalunya.

## Descripció
Sant Romà de Banat és una senzilla capella que es troba prop de les cases, actualment deshabitades, del Masover de Banat, a 1.100 d'altitud. És una petita construcció d'una nau i absis semicircular comunicat per dos plecs. La nau és coberta amb encavallada de fusta i l'absis amb volta de quart d'esfera de la mateixa alçada, de manera que a l'exterior hi ha una unificada. El mur de migjorn s'obren l'única finestra, de doble esqueixada, i la portalada refeta de grans dovelles. La nau ha quedat reduïda a la meitat, però encara es conserva la part de la paret del costat de l'epístola i l'angle que formava amb el frontis. El campanar d'espadanya d'un sol ull corona l'actual frontis de ponent.
A l'interior conserva la pica baptismal i la pica beneitera.